# Kornowac
Kornowac, německy Kornowatz, je vesnice ve gmině Kornowac v okrese Racibórz (Ratiboř) ve Slezském vojvodství v jižním Polsku. Geograficky se také nachází poměrně vysoko nad údolím řeky Odry v pohoří Płaskowyż Rybnicki a v Horním Slezsku.

## Původ názvu
Název pochází buď od jmen Garno a Vac, tj. bratrů, kteří se zde usadili, anebo od slova koronaciec, což znamená ve tvaru koruny.

## Historie a popis
Vesnice, ktrerá se nachází na kopcích nad Odrou, je písemně zmiňována kolem roku 1300 a v roce 1308 kníže Leszek udělil dědičné držení klášteru Dominikánek v Ratiboři. V 19. století zde byly postaveny dvě kapličky v novogotickém a klasicistním stylu. Po povstáních v Horním Slezsku se Kornowac stal pohraničním městem a v meziválečném období byl ve vsi umístěn komisariát Pohraniční stráže. V letech 1975-1998 vesnice administrativně patřila do již zaniklého Katovického vojvodství. Je také sídlem místního sołectwí/gminy. V roce 2021 zde žilo 895 lidí.

### Turistika
Přes vesnici vede turistická trasa Szlak Młodości Eichendorffa a cyklostezky.

## Galerie

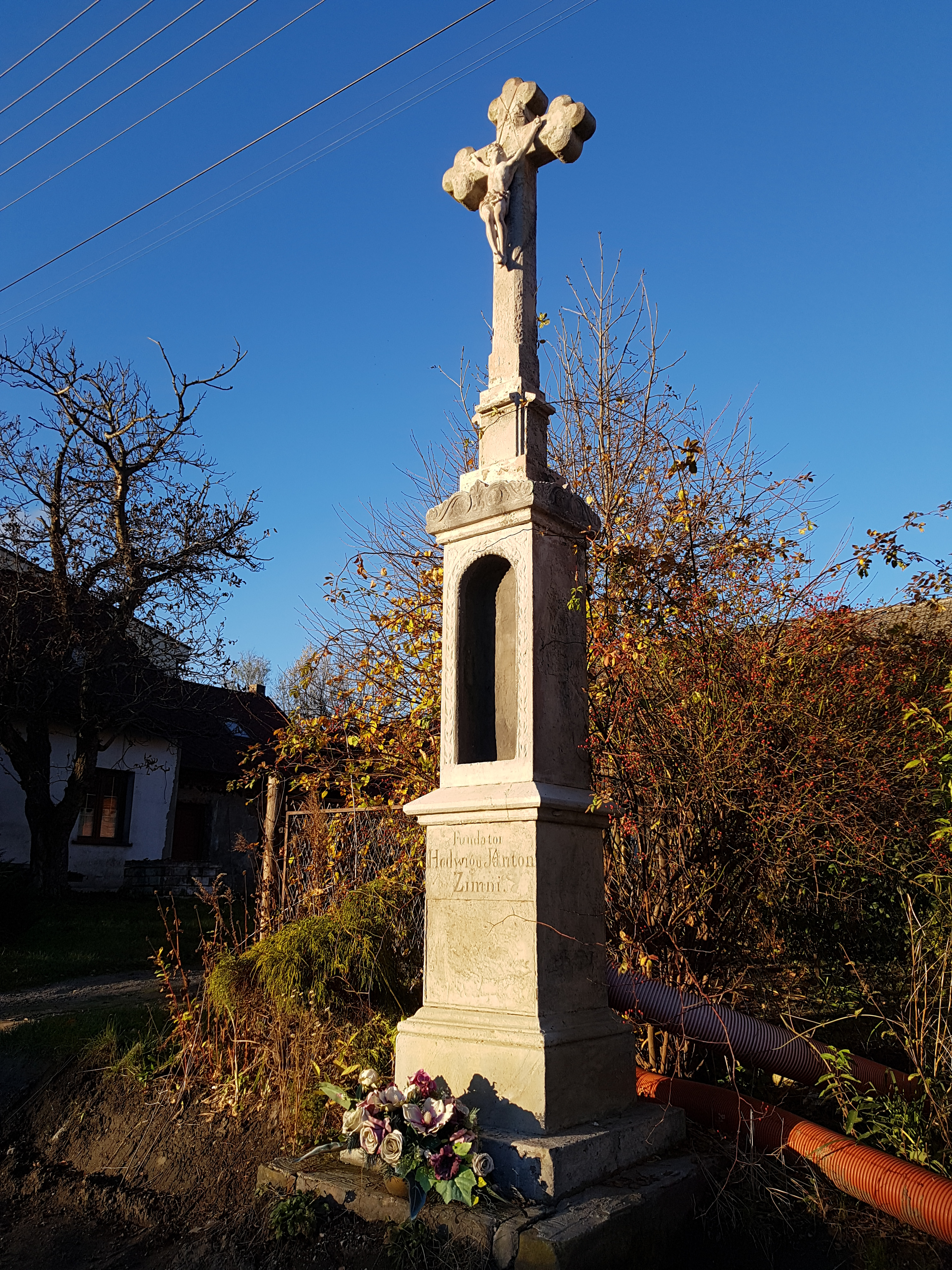
Kříž u kaple sv. Jana Nepomuckého
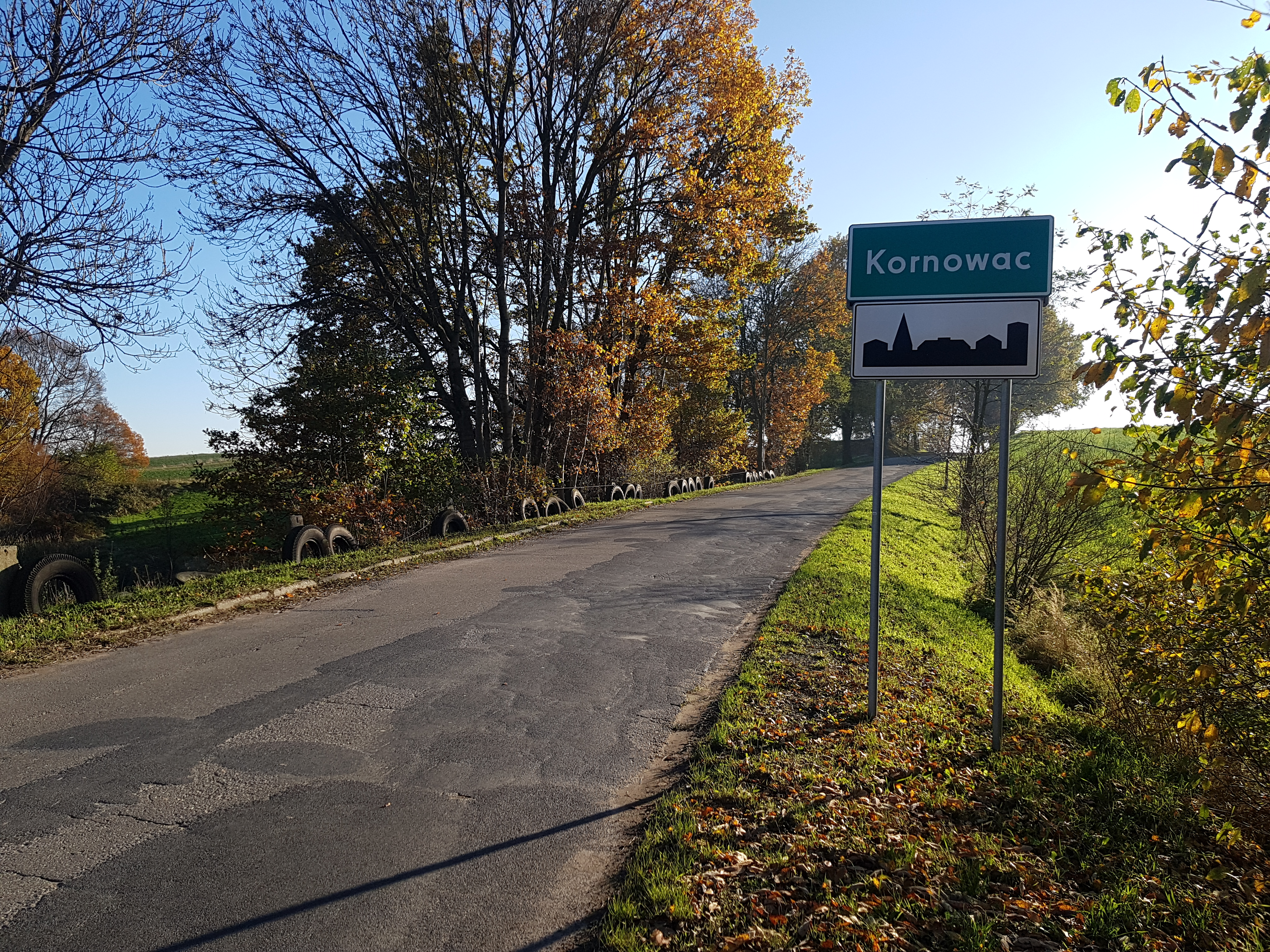
Vjezd do vesnice ve směru od Łańce
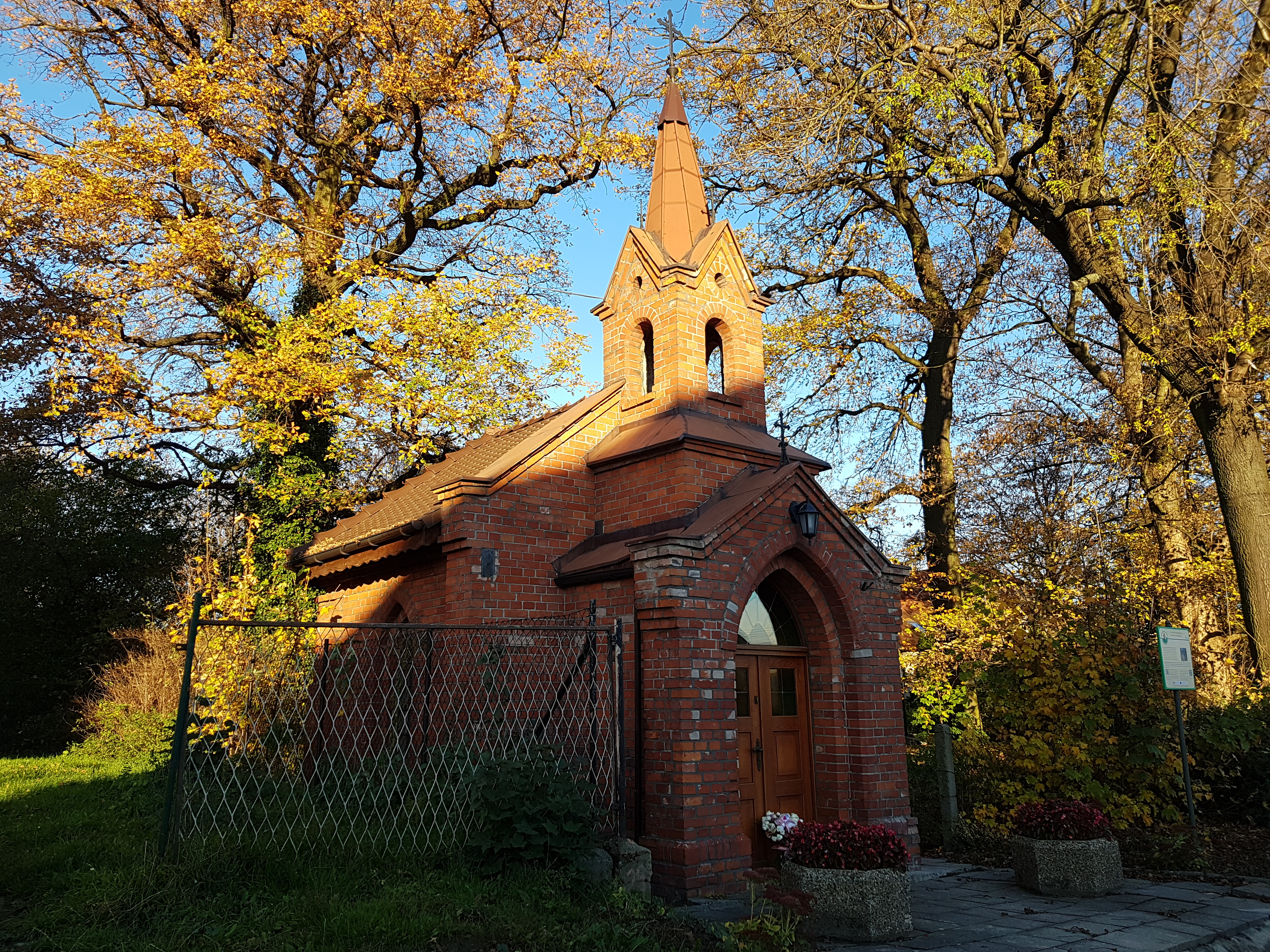
Kaple sv. Jana Nepomuckého
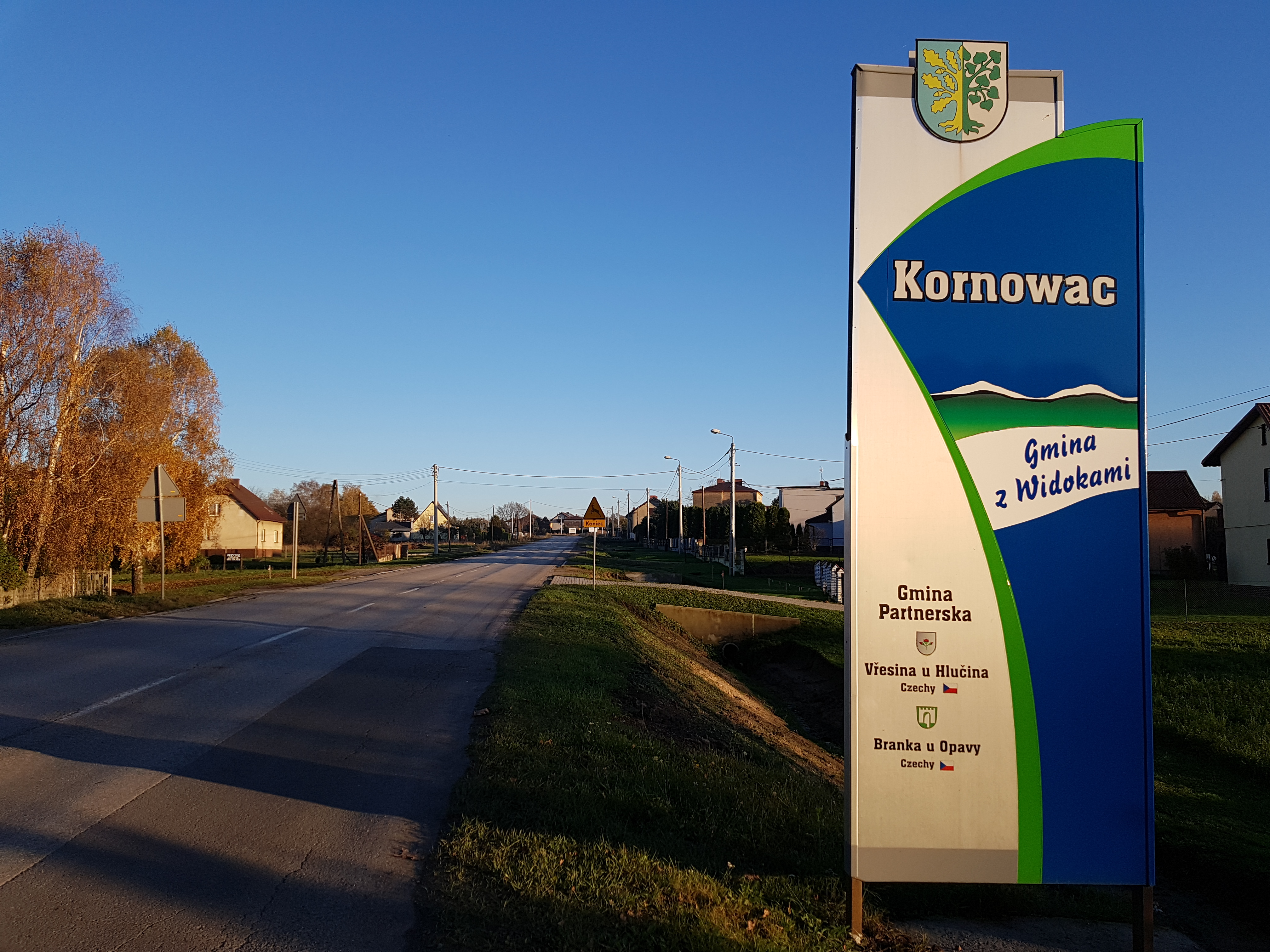
Vjezd do vesnice ve směru od Ratiboře